# マンゴー崇拝

マンゴー崇拝の展示（オレゴン大学付属ジョーダン・シュニッツァー美術館所蔵）

マンゴー崇拝（マンゴーすうはい、中国語: 芒果崇拜）は、文化大革命期の中華人民共和国でおこなわれた、マンゴーに対する崇拝である。1968年8月5日、中国共産党中央委員会主席の毛沢東は、パキスタン外務大臣のミアン・アルシャッド・フセインから、贈答品としてシンドリー・マンゴーを受け取った。このマンゴーは清華大学に常駐する毛沢東思想宣伝隊に寄贈された。
その後、マンゴーは指導者からの愛の象徴とみなされ、敬愛を示すためにホルマリンによる防腐処理をほどこされたり、蝋封されたりした。毛沢東がマンゴーを労働者に送り、マンゴー崇拝がはじまった時期は、文化大革命を労働者階級が主導するようになった時期と重なっている。

## 歴史

### 背景
1966年5月、文化大革命は毛沢東の主導によりはじまった。この運動の結果として各地にうまれた、毛沢東を支持する学生グループがいわゆる「紅衛兵」である。紅衛兵は毛沢東思想のもとに結束しているという点で共通していたものの、しばしば内部抗争をおこした。
1968年の春におこった清華大学百日大武闘においては、団派と四一四派が激しく暴力的な抗争をくりひろげた。毛沢東はこれを統制するため、のちに工人解放軍毛沢東思想宣伝隊（以下、「工宣隊」）の名前で知られるようになる工場労働者を派遣したが、この結果、5人の死者と731人の負傷者が出ることとなった（7.27事件）。同年の夏には毛沢東による奪権運動は終了した。それまでの党および政府の機関にかわり、革命委員会が設立され、学生組織が主導した造反運動は、労働者階級が主導するものに移り変わっていった。

### 経緯
1968年8月5日、パキスタン外務大臣のミアン・アルシャッド・フセインは、当時の中国における最高権力者であった毛沢東のもとを訪れ、シンドリー・マンゴーを贈呈した。一方で、このマンゴーを送ったのはビルマ大使であったとする説もある。毛沢東はマンゴー40個を、清華大学に駐留する工宣隊に下げ渡した。毛本人がマンゴーを食べなかったことは、彼の労働者に対する自己犠牲のあらわれであるとみなされた。労働者はこのマンゴーを指導者からの謝恩の気持ちの象徴であると考え、この果物に対する熱狂的な崇拝がおこなわれるようになった。また、毛沢東からの贈り物であるマンゴーは、工宣隊が一般大衆よりも優位にあることを示すための道具として用いられた。
当時の中国において、熱帯植物であるマンゴーは南方の福建・広東を除けばほとんど栽培されておらず、特に1960年代当時の中国北部において、この果物を知る者はほとんど存在しなかった。このこともあり、マンゴーは中国神話における不死の果実であるところの仙桃と同一視され、崇敬された。マンゴーはホルマリンなどにより防腐処理をほどこされ、国内の大学に展示された。マンゴーは忠字台に供えられ、労働者は一列縦隊をつくり、恭しく一礼をして通りすぎたという。また、北京のメリヤス工場に送られたあるマンゴーは蝋で封印されたものの、殺菌を怠ったため腐りはじめた。革命委員会はこの果物の蝋を剥がし、皮を剥き、大鍋で煮込んだのち、その汁を労働者に一口ずつ飲ませた。毛沢東の主治医であった李志綏の回顧録によれば、マンゴー崇拝の話を聞いた彼は大笑いしたという。マンゴーは毛沢東からの贈り物であっただけではなく、彼そのものであるかのように取り扱われた。たとえば、1968年8月10日の『人民日報』には、「金色のマンゴー（中国語: 金色的芒果）」なる文章が掲載されている。

| 见到那金色的芒果啊， 就好象见到了伟大领袖毛主席； 站在那金色的芒果面前啊， 就好象站在毛主席身旁。 | あの金色のマンゴーにまみえると 偉大な指導者毛主席にまみえたかのよう あの金色のマンゴーの前に立つと 毛主席のおそばに立ったかのよう |

さらに、中央政府やいくつかの工場は、蝋やプラスチックでつくられたマンゴーの模造品をつくり、これを配布した。全国の省・市ではこの贈り物を受け取る祝賀の熱気が高まり、町中至る所で、人々はマンゴーの模造品を手にして、喜び勇んで行進をおこなったという。さらに、マンゴーの図像はポスターや陶磁器、織物などにも用いられたほか、マンゴー柄の琺瑯カップ、トレイ、筆箱、布団カバー、鏡台、マンゴーの香りの石鹸、マンゴー味の煙草などもあらわれ、往々にして毛沢東の肖像と愛国的なスローガンが付随した。毛沢東バッジにもマンゴーの図案は採用され、「穎穎芒果恩情深」といったスローガンが記された。1968年10月1日に天安門広場でおこなわれた国慶節のパレードでは、マンゴーの入った籠を模した山車が登場した。
また、マンゴーを崇敬しない者には反革命分子として、厳しい罰がくだされることもあった。四川省漢源県富林鎮の歯科医である韓光第は、マンゴーについて「サツマイモのような見てくれで、見る価値はない」と述べた罪で逮捕され、投獄されたのち、1969年頃に「現行反革命」の罪で死刑判決をうけた。彼は市中を引き回されたのち、鎮の郊外で銃殺された。

### その後
1年経つと、マンゴー崇拝は衰微し、蝋製のマンゴーを停電時に蝋燭の代わりとして用いる者まであらわれた。
1974年、フィリピンの大統領夫人であるイメルダ・マルコスは、来中時の贈答品としてマンゴー1箱を持ってきた。毛沢東の妻である江青はマンゴー崇拝を復活させるべく、再びマンゴーを労働者に配布した。江青はプロパガンダ映画である『マンゴーの歌（中国語: 芒果之歌）』の製作を指示したが、映画が完成する前に毛沢東は死去し、文化大革命は指導者を失うこととなった。公開から1週間も経たないうちに彼女は逮捕され、映画の公開も終了した。これは、マンゴー崇拝の終焉をあらわす象徴的な出来事であった。現代中国において、マンゴーは一般的な果物として消費されている。